# برین کتل
برین کتل (انگلیسی: Brian Kettle؛ زادهٔ ۲۲ آوریل ۱۹۵۶) بازیکن فوتبال اهل بریتانیا است.
از باشگاه‌هایی که در آن بازی کرده‌است می‌توان به باشگاه فوتبال لیورپول، باشگاه فوتبال بارو، باشگاه فوتبال بارسکو، باشگاه فوتبال ویگان اتلتیک، و تیم ملی فوتبال انگلستان اشاره کرد.
وی همچنین در تیم ملی فوتبال جوانان انگلستان بازی کرده‌است.